# Jushi Sentai France Five
France Five (フランスファイブ Furansu Faibu), tựa gốc là Jūshi Sentai France Five (銃士戦隊フランスファイブ Jūshi Sentai Furansu Faibu, tạm dịch là Chiến đội Ngự lâm France Five) hay còn gọi là Shin Kenjūshi France Five (新剣銃士フランスファイブ Shin Kenjūshi Furansu Faibu, tạm dịch Ngự lâm Tân kiếm France Five), là một series Siêu anh hùng của Pháp sản xuất bởi Buki X-4 từ năm 2000. Nó dựa trên series Super Sentai nổi tiếng của Toei, đã rất thành công tại Pháp trong những năm 1980.

## Diễn viên

### Anh hùng
- Antoine Deschaumes/Fromage Đỏ
  - Thể hiện bởi Sébastien Ruchet
- Thierry Durand/Beaujolais Đen
  - Thể hiện bởi Grégory Goldberg
- Albert Dumas/Accordéon Lam
  - Thể hiện bởi Daniel Andreyev
- Jean Pétri/Baguette Vàng
  - Thể hiện bởi Thomas Blumberg
- Catherine Fontaine/à la Mode Hồng

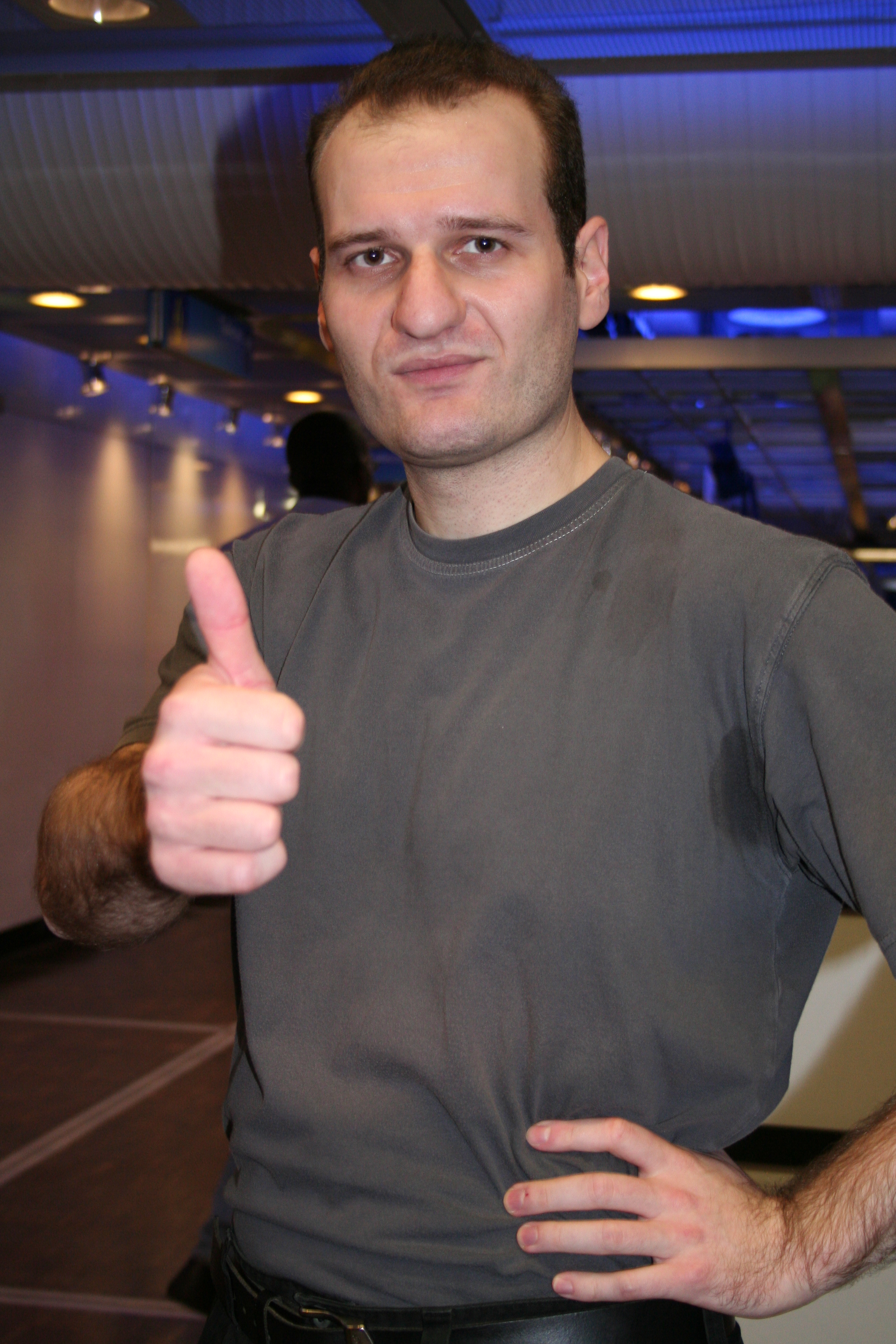
Grégory Goldberg

  - Thể hiện bởi Wendy Roeltgen, và sau đó, Nolwenn Daste

### Đồng minh
- Aramis Leclair/Mousquetaire Bạc (1-4)
  - Thể hiện bởi Grégoire Hellot
- Giáo sư Aristide Brugonde
  - Thể hiện bởi Tibor Clerdouet
- Margarine
  - Thể hiện bởi Emilie Thore, và sau đó, Clémence Perrot

### Vương quốc Lexos
- Glou Man Chou
  - Thể hiện bởi David Guélou
- Extasy (1-4)
  - Played by Nadège Bessaguet, và sau đó, Aurélie Maurice
- Warduke
  - Thể hiện bởi Jean-Marc Imbert
- Cancrelax
  - Thể hiện bởi Olivier Fallaix
- Zakaral (4-5)
  - Thể hiện bởi Patrick Giordano

## Quái vật
- Hypnostreum (1)
- Discostreum (2)
- Toxicostreum (3)
- Pyrostreum (4)

## Mecha
- Jet Charlemagne.
- Falcon D'Artagnan và Joan Of Arc Mount.
- Machine Chanteclerc.